# Distenia pullula
Distenia pullula är en skalbaggsart som beskrevs av Pierre Émile Gounelle 1911. Distenia pullula ingår i släktet Distenia och familjen långhorningar. Inga underarter finns listade i Catalogue of Life.